# Liste der Baudenkmäler in Heiligenhaus

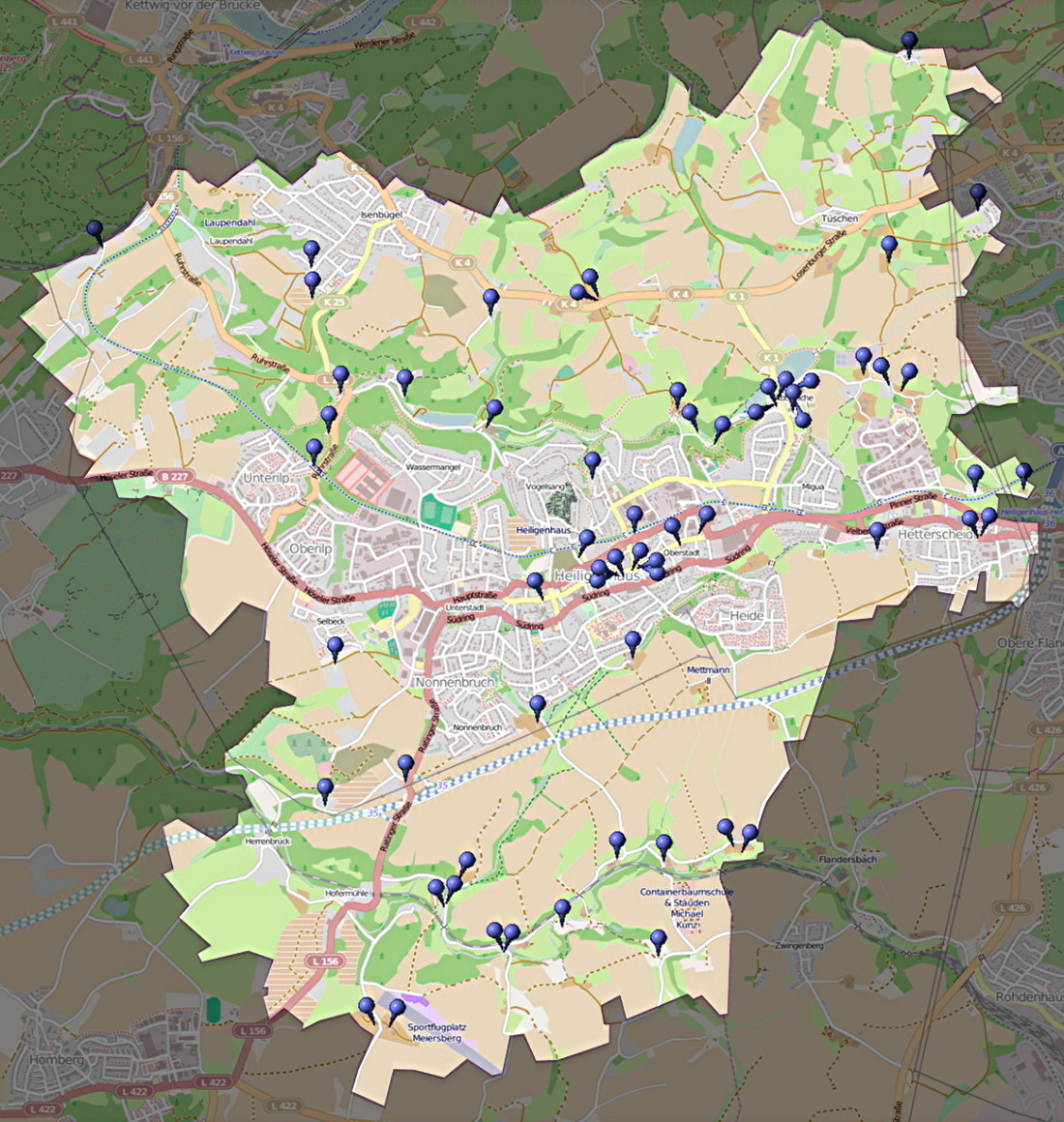
Lagekarte aller Baudenkmäler in Heiligenhaus

Die Liste der Baudenkmäler in Heiligenhaus enthält die denkmalgeschützten Bauwerke auf dem Gebiet der Stadt Heiligenhaus im Kreis Mettmann in Nordrhein-Westfalen (Stand: Oktober 2011). Diese Baudenkmäler sind in der Denkmalliste der Stadt Heiligenhaus eingetragen; Grundlage für die Aufnahme ist das Denkmalschutzgesetz Nordrhein-Westfalen (DSchG NRW).

## Baudenkmäler
In der Stadt Heiligenhaus gibt es 61 Baudenkmäler, 12 in der Gemarkung Heiligenhaus, 18 in Hetterscheidt, 7 in Isenbügel, 23 in Leubeck, 1 in Tüschen. Vier Baudenkmäler (Nr. 27, 32, 41 und 44) mussten inzwischen aus der Denkmalliste gestrichen werden (Stand A.D. 2022).
Die Liste umfasst –  falls vorhanden – eine Fotografie des Denkmals, den Objektnamen bzw. kursiv den Gebäudetyp, die Adresse, das Datum der Eintragung in die Denkmalliste sowie die Listennummer der unteren Denkmalbehörde. Hinzu kommen kurze Beschreibungen und Angaben zur Bauzeit.
| Bild           | Bezeichnung                                        | Lage                                                                              | Beschreibung | Bauzeit                    | Eingetragen seit | Denkmal- nummer |
| -------------- | -------------------------------------------------- | --------------------------------------------------------------------------------- | --- | -------------------------- | ---------------- | --------------- |
| weitere Bilder | Hof zum Hof Hetterscheidt                          | Hetterscheidt Abtskücher Straße 30 Karte                                          | Gebäudeensemble, ehemaliger „Hof zum Hofe“, heute von den Stadtwerken genutzt | vermutlich 17. Jahrhundert |                  | 3               |
| weitere Bilder | Museum Abtsküche                                   | Hetterscheidt Abtskücher Straße 37 Karte                                          | Backsteingebäude, ehemalige Landschule, seit Mitte der 1970er Jahre als Museum genutzt (Heimatkundliche Sammlung des Geschichtsvereins Heiligenhaus) | 1908                       |                  | 24              |
| weitere Bilder | Kapelle St. Jakobus Abtsküche                      | Hetterscheidt Abtskücher Straße 39 Karte                                          | Kapellengebäude im neoromanischen Stil | 1908–1909                  |                  | 21              |
| weitere Bilder |                                                    | Hetterscheidt Abtskücher Straße 40 Karte                                          | Fachwerkhaus, z. T. massive Gebäude, „Hof Abtsküche“ (ehemaliger Sattelhof Hetterscheidt), Hofcafé in Nebengebäuden | um 1744                    |                  | 26              |
| weitere Bilder |                                                    | Hetterscheidt Abtskücher Straße 41 Karte                                          | teilverschiefertes zweigeschossiges Fachwerkgebäude mit kleinem Glockenturmaufbau (Dachreiter), erste katholische Schule des Orts | 1783                       |                  | 4               |
| weitere Bilder | Turm                                               | Hetterscheidt Abtskücher Straße 42 Karte                                          | verbliebener Wehrturm des abgegangenen Haus Hetterscheidt, das bereits im 18. Jahrhundert als Ruine galt | eventuell 16. Jahrhundert  |                  | 22              |
| weitere Bilder | Fachwerkhaus                                       | Leubeck Am Hefelmann-Park 1 (ehemals Friedhofstraße 14) Karte                     | eingeschossiges Fachwerkgebäude, genannt „Haus Heusner“, ursprünglich errichtet als Scheune des früher gegenüberliegenden „Voßkottens“ (vgl. gelöschtes Denkmal Nr. 41), heute Wohnhaus | Anfang 18. Jahrhundert     | 1987             | 40              |
|                |                                                    | Hetterscheidt Am Meisenkothen 12 Karte                                            | |                            |                  | 35              |
| weitere Bilder |                                                    | Isenbügel Am Sprung 10 Karte                                                      | |                            |                  | 20              |
|                |                                                    | Isenbügel Am Sprung 52 Karte                                                      | |                            |                  | 18              |
| weitere Bilder |                                                    | Heiligenhaus Angerweg 15 Karte                                                    | Hof „In der Laubeck“ |                            |                  | 28              |
| weitere Bilder |                                                    | Heiligenhaus Angerweg 18 Karte                                                    | |                            |                  | 7               |
| weitere Bilder |                                                    | Heiligenhaus Angerweg 20 Karte                                                    | |                            |                  | 8               |
| weitere Bilder | Mühlengebäude mit Mühlrad                          | Leubeck Angerweg 30 Karte                                                         | dreigeschossiger Ziegelbau mit eisernem Wasserrad, ehemalige Mühle „Zu Ehren“, früher genutzt von einer Nagelschmiede (Erdgeschoss), einer Öl- bzw. später Getreidemühle (zweiter Stock) und oben als Kornspeicher, im 20. Jahrhundert Umbau zum Wohnhaus; zur Wehranlage vgl. Denkmal Nr. 64                                                                | 19. Jahrhundert            | 1982             | 9               |
| weitere Bilder | Wehranlage                                         | Leubeck Angerweg 30 Karte                                                         | Wehranlage am Angerbach, die dem Betrieb der Mühle „Zu Ehren“ diente (vgl. Denkmal Nr. 9), Stahlkonstruktion mit Mittelstütze im Gewässerbett und seitlichen Betonmauern, Brücke mit Metallgeländer und schmiedeeisernem Gitter auf einer Seite | 19. Jahrhundert            | 2008             | 64              |
| weitere Bilder |                                                    | Leubeck Angerweg 60 Karte                                                         | |                            |                  | 57              |
| weitere Bilder |                                                    | Leubeck Angerweg 80 Karte                                                         | |                            |                  | 29              |
| BW             |                                                    | Leubeck Angerweg 82 Karte                                                         | Gebäude von öffentlichem Grund aus nicht einsehbar! |                            |                  | 43              |
| weitere Bilder | Bahnhof Heiligenhaus                               | Leubeck Bahnhofstraße 11 Karte                                                    | ehemaliger Bahnhof der Niederbergbahn mit Empfangsgebäude (zweigeschossiger Putzbau) und Verbindungsanlage (Personen- und Gepäcktunnel, Treppenanlage) zum Bahnsteig (mit Werksteineinfassungen und z. T. noch originaler Pflasterung); Bahnhofsgebäude von der DİTİB genutzt                                                                                | 1913–1926                  | 2010             | 65              |
| weitere Bilder |                                                    | Hetterscheidt Brangenbusch 23 Karte                                               | „Höfgen“ |                            |                  | 62              |
| weitere Bilder |                                                    | Leubeck Bremenbusch 2 Karte                                                       | |                            |                  | 49              |
| weitere Bilder |                                                    | Tüschen Faulsweg 3 Karte                                                          | |                            |                  | 38              |
|                |                                                    | Hetterscheidt Flurweg 19 Karte                                                    | Gehöft „Hinüber“ |                            |                  | 23              |
| weitere Bilder | Fachwerkgebäude                                    | Hetterscheidt Flurweg 26 Karte                                                    | |                            |                  | 19              |
|                |                                                    | Hetterscheidt Flurweg 27 Karte                                                    | |                            |                  | 47              |
| weitere Bilder | Fachwerkgebäude, Wohnhaus mit Scheune und 2 Kothen | Hetterscheidt Gellenkothen 10 Karte                                               | Erstmals erwähnt wurde die Hofanlage mit Wehrturm als „Gildendaale“ und diente ursprünglich den Händlern auf dem Weg zwischen Essen und Wuppertal als Rasthaus, wo sie ihre Pferde wechseln konnten. Im 18. Jahrhundert wurde das zweigeschossige Haus erweitert.                                                                                            | 1458                       |                  | 45              |
| weitere Bilder | Jüdischer Friedhof                                 | Heiligenhaus Görscheider Weg Karte                                                | |                            |                  | 17              |
|                |                                                    | Leubeck Hacklandstraße 15 Karte                                                   | |                            |                  | 33              |
| Fachwerkhaus   | Fachwerkhaus                                       | Isenbügel Hasenberg 6 Karte                                                       | |                            |                  | 61              |
| weitere Bilder | Villa                                              | Hetterscheidt Hauptstraße 49 Karte                                                | |                            |                  | 58              |
| weitere Bilder | Industriehalle                                     | Leubeck Hauptstraße 70a Karte                                                     | langgestreckter zweigeschossiger Backsteinbau mit flachem Satteldach und überwiegend erhaltenen Eisenguss-Profilfenstern; Hallengebäude typisch für den Gewerbebau des Bergischen Landes nach Gründung des Deutschen Reiches; eingeschossige Anbauten nicht denkmalgeschützt                                                                                 | vermutlich ab 1875         | Dezember 2007    | 63              |
| weitere Bilder | Aule Schmet                                        | Leubeck Hauptstraße 107, 109, 109b Karte                                          | weitgehend verschieferte Fachwerkgebäude des Ensembles „alte Schmiede“ der Firma Strenger, vor Ort auch „Hangstein“ oder „alter Handstein“ genannt; eines der Gebäude seit 1988 als Kneipe „Aule Schmet“ genutzt | 19. Jahrhundert            | 1981             | 1               |
| weitere Bilder |                                                    | Leubeck Hauptstraße 117 Karte                                                     | |                            |                  | 53              |
| weitere Bilder |                                                    | Leubeck Hauptstraße 126 Karte                                                     | |                            |                  | 30              |
| weitere Bilder | Pfarrkirche St. Suitbertus                         | Leubeck Hauptstraße 130 Karte                                                     | katholisches Kirchengebäude mit 63 m hohem Turm, neugotische Basilika (Architekt A. Becker), im Volksmund „Heiligenhauser Dom“ genannt, neue Fenster von Wilhelm Buschulte aus den 1970er Jahren | 1896–1898                  | 1987             | 39              |
| weitere Bilder |                                                    | Leubeck Hauptstraße 132 Karte                                                     | ehemaliges Pfarrhaus St. Suitbertus, heute Pfarrbüro |                            |                  | 46              |
| weitere Bilder |                                                    | Leubeck Hauptstraße 141 Karte                                                     | |                            |                  | 50              |
| Alte Kirche    | Alte Kirche                                        | Leubeck Hauptstraße 206 Karte                                                     | evangelisches Kirchengebäude 1780 eingeweiht, Glockenturm 1897 eingeweiht | 1780                       |                  | 2               |
| weitere Bilder |                                                    | Leubeck Herbeckweg 1 Karte                                                        | „Klein Herbeck“ |                            |                  | 6               |
| weitere Bilder |                                                    | Leubeck Herberger Weg 28 Karte                                                    | Bruchsteingebäudeensemble „Herberger Hof“, heute mit Hofcafé |                            |                  | 54              |
| weitere Bilder |                                                    | Hetterscheidt Holzsiepen 21 Karte                                                 | |                            |                  | 37              |
|                |                                                    | Leubeck Hülsbecker Straße 50 Karte                                                | |                            |                  | 15              |
| weitere Bilder | Wohnhaus                                           | Leubeck Im Paradies 1 Karte                                                       | massiver Putzbau mit Mansarddach, ehemaliges Maschinistenwohnhaus des Wasserwerks (vgl. Denkmal Nr. 59) | 1911–1912                  | 2005             | 60              |
| weitere Bilder | Wasserwerk Heiligenhaus                            | Hetterscheidt Im Paradies 2 Karte                                                 | Massivbau mit Bruchsteinsockel mit Wassertank-Nebengebäude, Ursprungsbetrieb der Stadtwerke Heiligenhaus, Wasserwerksnutzung (Grundwasserförderung aus 12 m tiefem Sammelschacht) 1982 aufgegeben, Gasregel- und Messanlage (Gasübergabestation) bis heute in Betrieb, Hauptgebäude seit 2008 als „Waldmuseum Heiligenhaus“ genutzt                          | 1911–1912                  |                  | 59              |
| weitere Bilder | Fachwerkhaus                                       | Heiligenhaus In der Leibeck 23 Karte                                              | |                            |                  | 48              |
| weitere Bilder | Haus Rossdelle                                     | Isenbügel Kettwiger Straße 140 Karte                                              | Bauernhofensemble mit Massivbauten, seit den 1970er Jahren als Reiterhof genutzt | vermutlich 16. Jahrhundert |                  | 42              |
|                |                                                    | Isenbügel Langenbügeler Straße 101 Karte                                          | |                            |                  | 31              |
| weitere Bilder |                                                    | Isenbügel Langenbügeler Straße 103 Karte                                          | „Kuhnhaus“ |                            |                  | 14              |
| weitere Bilder |                                                    | Leubeck Laubecker Straße 40 Karte                                                 | |                            |                  | 52              |
| weitere Bilder |                                                    | Heiligenhaus Laupendahler Weg 34 Karte                                            | |                            |                  | 16              |
| weitere Bilder | Fachwerkhaus                                       | Heiligenhaus Ratinger Straße 38 Karte                                             | Fachwerkgebäude, ehemals Restaurant „Zum Grünen Jäger“ |                            |                  | 5               |
| weitere Bilder | Fachwerkhaus                                       | Heiligenhaus Ruhrstraße 51 Karte                                                  | |                            |                  | 25              |
| weitere Bilder | Fachwerkhaus                                       | Isenbügel Ruhrstraße 71 Karte                                                     | zweigeschossiges Fachwerkgebäude „Laupe“ |                            |                  | 34              |
| weitere Bilder | Viadukt                                            | Heiligenhaus Ruhrstraße/Quelle Karte                                              | rund 120 m lange Bogenbrücke „Ruhrstraße Süd“ über den Taleinschnitt am Quellbereich des Schopshofer Bachs zwischen Unterilp und Oberilp (nördlich des Viadukts befindet sich der ehemalige Haltepunkt „Bahnhof Isenbügel“, unterhalb etwas südlich das Gasthaus „Jagdhütte“), Brücke ehemals von der Niederbergbahn genutzt, heute Teil des Panoramaradwegs | ca. 1915–1926              | 25. Juni 1990    | 51              |
| weitere Bilder | Gebäudeensemble aus Wohnstallhaus mit Backhaus     | Heiligenhaus Selbecker Straße 26 Karte                                            | Wohnstallhaus und Backhaus der Hofanlage (Gut) „Groß Selbeck“; weitere Hofgebäude nicht denkmalgeschützt |                            |                  | 12              |
| weitere Bilder | Wohnhaus                                           | Hetterscheidt Velberter Straße 133 Karte                                          | |                            |                  | 55              |
| weitere Bilder | Wohnhaus                                           | Hetterscheidt Velberter Straße 150 Karte                                          | teilweise verschiefertes Fachwerkgebäude |                            |                  | 56              |
|                |                                                    | Hetterscheidt Wolterskotten 1/3 (Zuwegung über Von-Behring-Straße, Velbert) Karte | |                            |                  | 36              |
| weitere Bilder |                                                    | Leubeck Wusten 1 Karte                                                            | |                            |                  | 10              |
| weitere Bilder | Hof „Kesselshaus“                                  | Heiligenhaus Zehnthofweg 11 Karte                                                 | Hof „Kesselshaus“ |                            |                  | 11              |
| weitere Bilder | „Gut Zehnthof“                                     | Heiligenhaus Zehnthofweg 12 Karte                                                 | „Gut Zehnthof“, Fachwerkgebäude, heute Reiterhof |                            |                  | 13              |

## Ehemalige Baudenkmäler
| Bild                      | Bezeichnung               | Lage                            | Beschreibung | Bauzeit                                | Eingetragen seit            | Denkmal- nummer |
| ------------------------- | ------------------------- | ------------------------------- | --- | -------------------------------------- | --------------------------- | --------------- |
| BW                        | Wohnhaus                  | Heiligenhaus Wiel 3 Karte       | |                                        | gelöscht                    | 27              |
| BW                        | Fachwerkhaus              | Tüschen Galper Weg 54 Karte     | |                                        | gelöscht                    | 32              |
| Fachwerkhaus Bild gesucht | Fachwerkhaus Bild gesucht | Leubeck Friedhofstraße 13 Karte | Fachwerkgebäude, das nach ehemaligen Bewohnern „Haus Hefelmann“ (nach der Familie Hefelmann, die das Gebäude ab dem 18. bis ins 20. Jahrhundert besaß) und „Voßkotten“ genannt wurde (auch „Voßloch“, „Voßlook“ bzw. verballhornt „Fuchsloch“; ältester überlieferter Name „Nuckerkaite im Voslaick“ 1526, nach Jacob Voß, einem Pächter in der ersten Hälfte des 16. Jahrhunderts); Leerstand zum Ende des 20. Jahrhunderts und Brand am 22./23. Juni 1998, danach 2001 abgerissen | vermutlich Anfang des 16. Jahrhunderts | 1987 ca. 1998–2001 gelöscht | 41              |
| BW                        | Fachwerkgebäude           | Isenbügel Müllerbaum 30 Karte   | |                                        | 2008 gelöscht               | 44              |